# Julian Assange
Julian Paul Assange (Townsville, 3 juli 1971) is een Australische journalist, programmeur (voormalige hacker) en internetactivist, bekend van de oprichting van WikiLeaks, een klokkenluiderwebsite.

## Biografie
Assange werd in 1971 in Townsville (Queensland) geboren, zijn ouders hadden een reizend theatergezelschap, met als gevolg dat hij les kreeg op 37 verschillende scholen. Hij studeerde aan 6 universiteiten in Australië.
Als hacker verkreeg hij toegang tot computers van onder andere een Australische universiteit en een telecommunicatiebedrijf, naar eigen zeggen om hun veiligheidsgaten te testen maar hij werd niettemin veroordeeld vanwege computervredebreuk.
Na zijn periode als hacker vestigde Assange zich aanvankelijk in Melbourne als programmeur.
In 1993 startte Assange samen met vrienden de Australische internetprovider Suburbia die in 2015 nog steeds actief was. Tussen 1997 en 2000 ontwikkelde Assange samen met Suelette Dreyfus en Ralf Weinmann Rubber Hose, een computerprogramma voor de encryptie van informatie.

## WikiLeaks

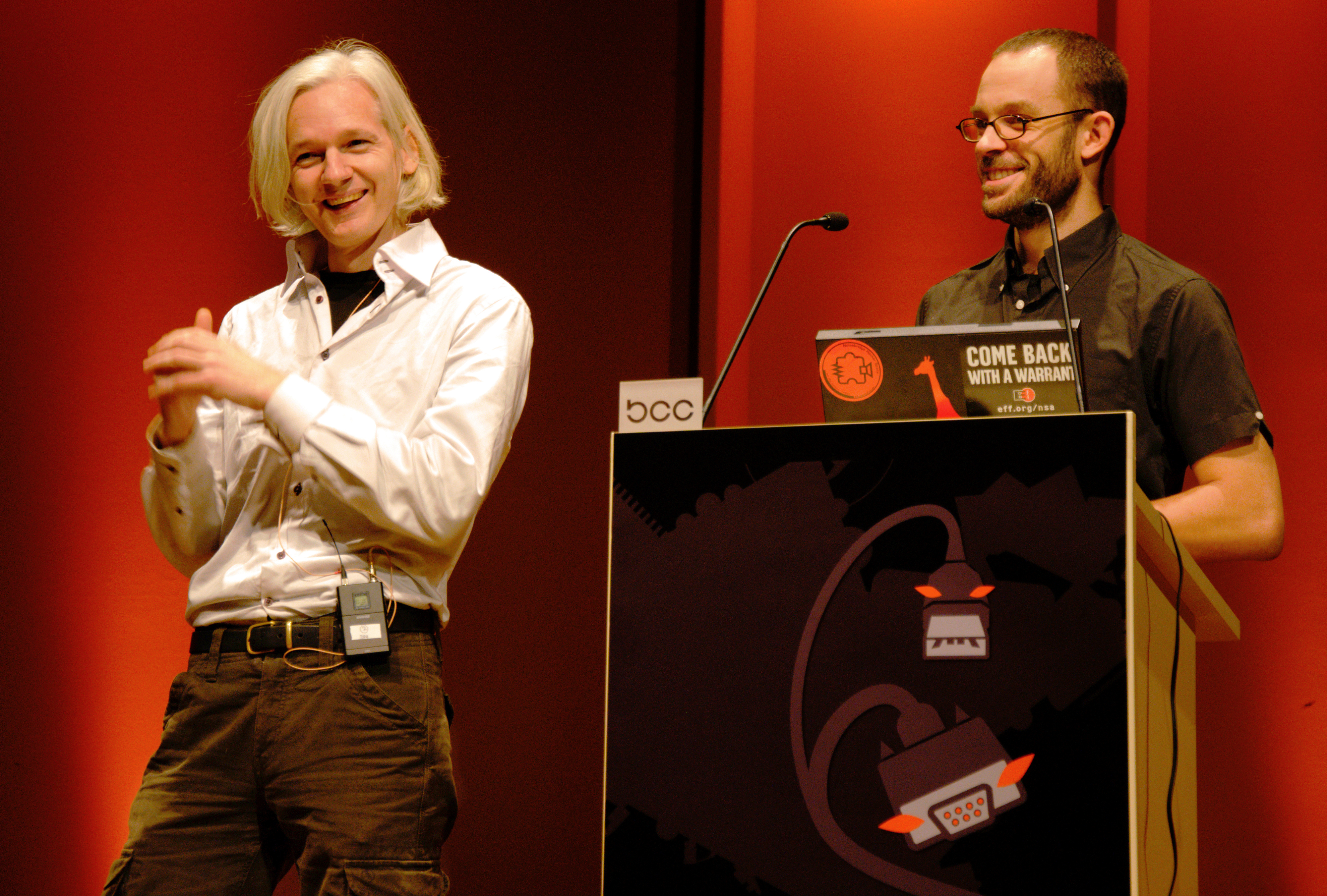
Julian Assange en Daniel Domscheit-Berg tijdens de 26C3 in Berlijn, december 2009

Assange richtte in 2006 WikiLeaks op. Sinds bekend werd dat hij betrokken is bij WikiLeaks had hij geen vaste woon- of verblijfplaats meer; hij sliep op luchthavens en bij vrienden over de hele wereld om te voorkomen dat hij in handen zou vallen van Amerikaanse veiligheidsdiensten. Het Pentagon heeft gemeld dat zij Julian Assange graag willen spreken met betrekking tot het lekken naar en publiceren door WikiLeaks van de video met de naam Collateral Murder waarin te zien is dat tijdens een Amerikaanse helikopteraanval in 2007 in Bagdad 12 Iraakse burgers en enkele journalisten van persbureau Reuters gedood werden.

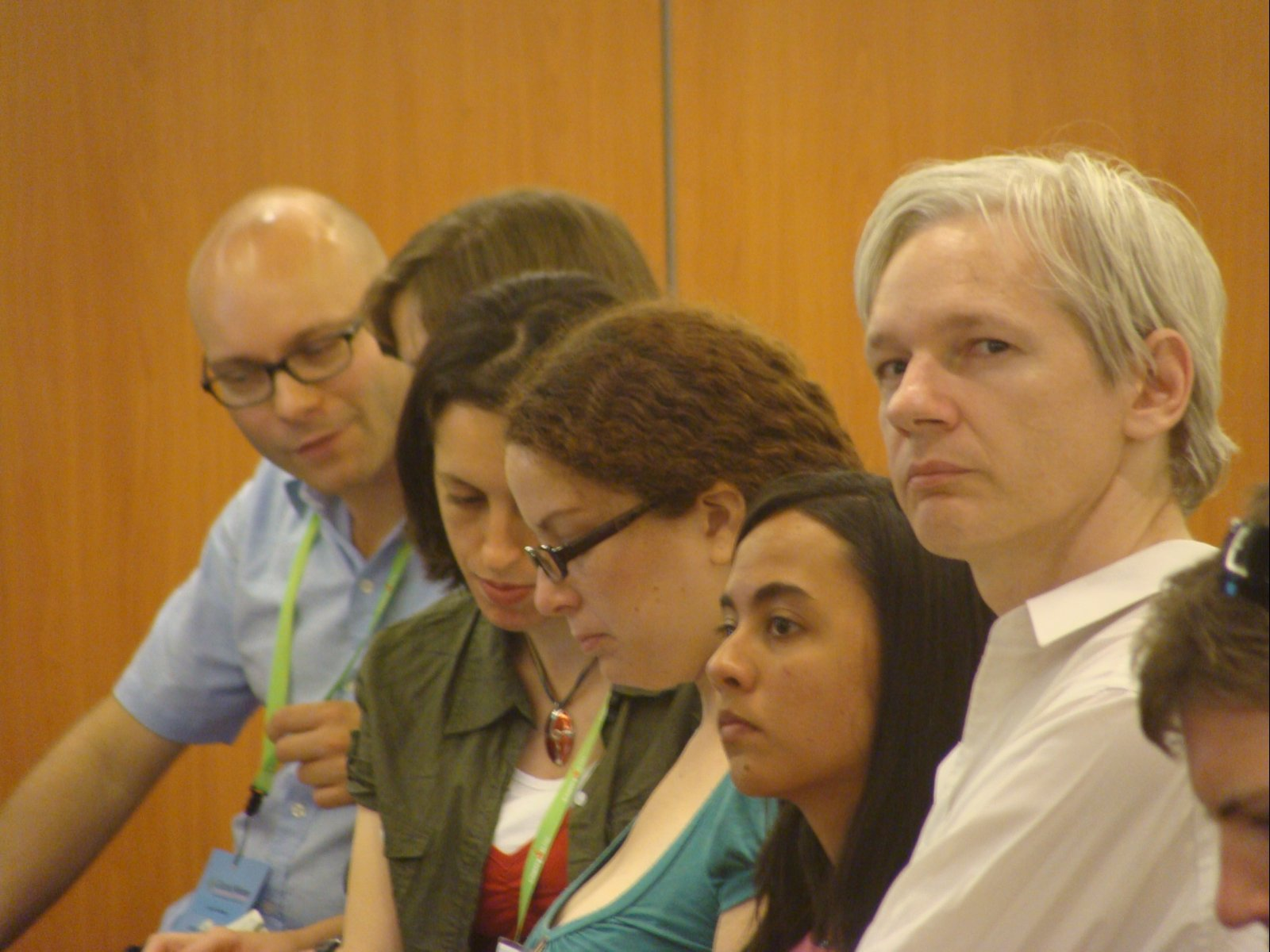
Assange in Hongarije. 2008.

Assange kwam op 21 juni 2010 even uit zijn schuilplaats om te spreken tijdens een hoorzitting van het Europees Parlement in Brussel over (zelf)censuur en vrijheid van meningsuiting in Europa.
Op 26 december 2010 raakte bekend dat Assange de rechten voor een nog te schrijven autobiografie voor €980.000 had verkocht aan twee uitgeverijen. Naar eigen zeggen had hij het geld nodig voor het opbouwen van zijn verdediging tegen een Zweedse aanklacht.

## Opinies
- Tom Flanagan, een politiek activist en voormalig adviseur van de Canadese minister-president Stephen Harper, stelde op de Canadese televisie dat Assange vermoord zou moeten worden. Later nam hij dit terug. Wel bleef hij vinden dat Assange 'gestopt' moet worden.[4]
- 461 journalisten uit verschillende landen tekenden een steunbetuiging aan Assange en WikiLeaks, die beide volgens hen onterecht bekritiseerd werden.

## Vervolging

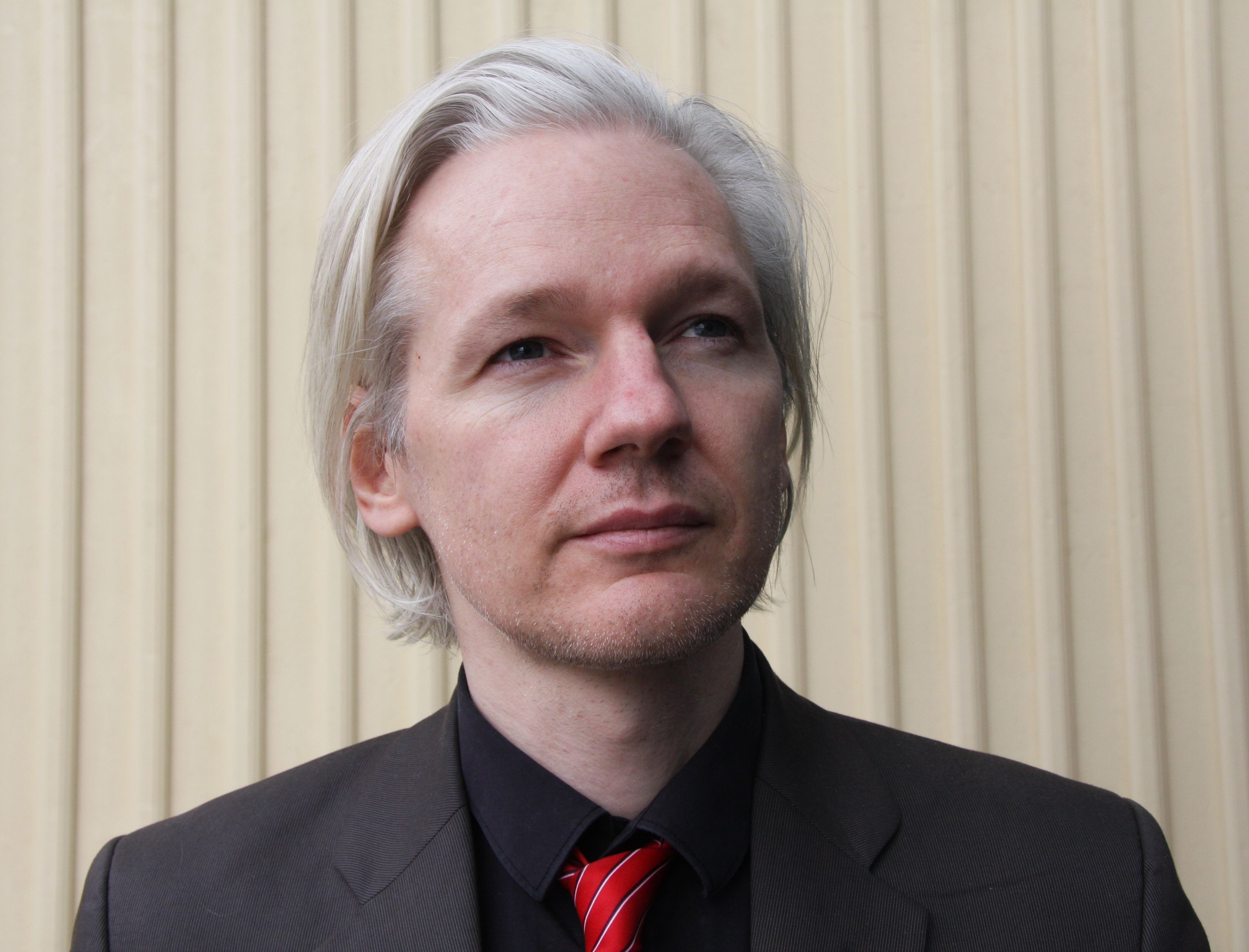
Julian Assange in Noorwegen (2010)

### Twee vermeende verkrachtingen in Zweden
Op 20 augustus 2010 vaardigde de Zweedse politie een arrestatiebevel uit tegen Assange, wegens klachten van twee vrouwen over seksuele gedragingen van Assange.
Het arrestatiebevel tegen Assange werd op 21 augustus ingetrokken door een Zweedse hoofdaanklaagster, Eva Finne. Zij verklaarde: "Ik denk niet dat er reden is Assange te verdenken van verkrachting."
Op 1 september werd het arrestatiebevel echter opnieuw uitgevaardigd, door een andere Zweedse hoofdaanklaagster, Marianne Ny. Zij verklaarde: “Er is reden aan te nemen dat een misdrijf is gepleegd. Gezien de informatie die nu beschikbaar is, is mijn inschatting dat het misdrijf van verkrachting heeft plaatsgevonden”. (Bijna 7 jaar later, op 19 mei 2017, zou het arrestatiebevel opnieuw worden ingetrokken.) 
In november 2010 zette Interpol Assange op de lijst van gezochte criminelen. Hij werd gezocht in bovengenoemde verkrachtingszaak. WikiLeaks bleef beweren dat de beschuldigingen deel uitmaakten van een gerichte lastercampagne tegen de oprichter van de website. Op 7 december 2010 meldde Assange zich bij de politie in Londen, waar hij werd gearresteerd. Op 17 december 2010 werd hij op borgtocht vrijgelaten.
In november 2011 oordeelde het Engelse High Court of Justice dat Assange mocht worden uitgeleverd aan Zweden. Tegen dit vonnis ging hij in beroep bij het Hooggerechtshof van het Verenigd Koninkrijk, dat zijn beroep op 30 mei 2012 verwierp en oordeelde dat het tegen hem uitgevaardigde Europees aanhoudingsbevel rechtsgeldig was. Assange beweert dat uitlevering aan Zweden een politieke reden heeft en vreest dat het gevolg een uitlevering aan de Verenigde Staten zal zijn, dat hem wil berechten vanwege zijn WikiLeaks-onthullingen met betrekking tot dat land. De Zweedse autoriteiten hebben echter aangegeven dat dit niet het geval is en dat Assange gezocht wordt wegens de verkrachtingszaak en niets anders.
Het Zweedse internationale arrestatiebevel in het kader van de vermeende verkrachtingen is in 2017 ingetrokken.
Assange noemde de kwestie van de vermeende verkrachtingen een lastercampagne en een vorm van karaktermoord. WikiLeaks verklaarde op zijn website dat men was voorbereid op het zwartmaken van zijn oprichter en woordvoerder en dat de mensen achter WikiLeaks volledig achter Assange staan: "Terwijl Julian zich richt op zijn verdediging en het zuiveren van zijn naam, zal WikiLeaks voortgaan met zijn reguliere werkzaamheden."

### Asiel in Ecuador
Assange verbleef vanaf juni 2012 in de Ecuadoriaanse ambassade in Londen. Op 16 augustus 2012 maakte de president van Ecuador bekend dat Assange politiek asiel kreeg. Groot-Brittannië stond hem echter niet toe naar dat land te vertrekken. Verder moesten zijn geldschieters een deel van de borgsom, waarvoor ze garant hadden gestaan, betalen.
Op 18 augustus 2014 maakte Assange in een persconferentie bekend dat hij de Ecuadoriaanse ambassade ging verlaten wegens gezondheidsredenen. Hij riep de VS op om het onderzoek dat naar hem loopt te staken.
Op 19 oktober 2016 werd bekend dat Ecuador de toegang tot het internet van Julian Assange tijdelijk had beperkt, na publicatie door Wikileaks van een aantal documenten die mogelijk de verkiezingscampagne van 2016 konden beïnvloeden.
Op 12 december 2017 verkreeg Julian Assange het Ecuadoraans staatsburgerschap. Ecuador zocht hiermee naar een "waardige" oplossing om Assange uit de ambassade te krijgen, mogelijk na onenigheid met de Ecuadoraanse regering naar aanleiding van het Catalaans onafhankelijkheidsstreven in 2017.

### Mensenrechten
In december 2015 oordeelde de Werkgroep Willekeurige Opsluiting dat Assange arbitrair is vastgehouden door de regeringen van Groot-Brittannië en Zweden. Met name zijn isolatie in de gevangenis van Wandsworth en het gebrek aan inzet van het Zweedse gerecht lagen aan de opinie ten grondslag. De werkgroep stelde dat een einde moest worden gemaakt aan de opsluiting en dat Assange recht had op compensatie.
De Parlementaire Vergadering van de Raad van Europa heeft op 2 oktober 2024 Assange erkend als een politieke gevangene en waarschuwde voor het afschrikkende effect van zijn harde behandeling.

### Arrestatie
Op 11 april 2019 werd het asielrecht door Ecuador ingetrokken en werd Assange door de Londense Metropolitan Police Service (MPS) gearresteerd. Volgens de Ecuadoraanse president was de garantie gegeven dat Assange niet zou worden uitgeleverd. Evenwel kan nu mogelijk wel uitlevering aan de Verenigde Staten volgen. Julian Assange zou vanuit de Ecuadoraanse ambassade in Londen hebben geprobeerd andere landen te bespioneren, stelt president Lenín Moreno van Ecuador in gesprek met de Britse krant The Guardian.
Hij is in het VK veroordeeld tot 50 weken cel voor het schenden van de voorwaarden van zijn borgtocht.
Assange zat gevangen in de Belmarsh Prison in Londen. In oktober 2019 verzocht hij vergeefs om uitstel van het uitleveringsproces. Tijdens zijn gevangenschap zou zijn fysieke en psychische conditie zorgwekkend zijn verslechterd. Zo stelde Nils Melzer, VN-rapporteur martelpraktijken, geestelijke marteling vast. Vanwege maatregelen omtrent corona mocht hij zijn cel niet meer uit.
In september 2020 vonden er hoorzittingen in de Old Bailey in Londen plaats ter voorbereiding op de zaak. Op 4 januari 2021 besliste een Britse rechter dat Assange niet mocht worden uitgeleverd aan de Verenigde Staten. De Amerikaanse autoriteiten hebben al aangekondigd in hoger beroep te gaan. Op dezelfde dag liet de president van Mexico weten dat zijn regering voornemens was Assange politiek asiel aan te bieden. In het hoger beroep dat was aangespannen door de VS besloot de Britse rechter in december 2021 dat Assange wel kon worden uitgeleverd. Hierbij zouden de voorzieningen die de VS hadden getroffen om de mentale gezondheid van Assange in de gaten te houden hebben meegespeeld.

### Veroordeling en vrijlating
In juni 2024 heeft Assange een deal gesloten met het Amerikaanse gerecht. Hij stemde in om op één punt schuldig te pleiten, namelijk over het samenzweren om geheime Amerikaanse documenten te verkrijgen en ze openbaar te maken (U.S. Espionage Act). Hij verliet het Verenigd Koninkrijk om zich voor het Amerikaans gerecht te verantwoorden en werd in het Amerikaans federaal District Court for the Northern Mariana Islands in Saipan in de Noordelijke Marianen veroordeeld tot een gevangenisstraf van vijf jaar, maar werd direct vrijgelaten, omdat hij al vijf jaar in voorarrest zat. Hij verliet Saipan direct en arriveerde op 26 juni in zijn thuisland Australië. Hij brengt zijn tijd daar voornamelijk door met familie en leeft afgezonderd van media-aandacht, zo verklaarde zijn broer Bob op 10 september dat jaar.